# Christian Baechler
Pour l’article homonyme, voir Baechler.
Christian Baechler, né le 22 avril 1942 à Thionville (Moselle), est un universitaire et un historien français, spécialiste de l'Alsace et de l'Allemagne contemporaine. Frère du sociologue Jean Baechler.

## Biographie
Docteur de 3e cycle (1969, thèse sur L’Alsace entre la guerre et la paix. Recherches sur l’opinion publique (1917-1918), directeur de thèse Fernand L'Huillier), agrégé d'histoire-géographie (1971) et docteur ès lettres (1981, thèse d'État sur Le parti catholique alsacien (1890-1939), directeur de thèse Jacques Bariéty), Christian Baechler commence sa carrière en Allemagne comme professeur à l’Institut français à Bonn (RFA) et comme membre de la Commission internationale chargée de la publication des archives diplomatiques allemandes de l’entre-deux-guerres (1971-1976).
Rentré en France, il est attaché de recherche au Centre d’Études germaniques de Strasbourg (CNRS) (1976-1978), puis assistant (1978-1986), maître de conférences (1986-1988) et professeur d’histoire contemporaine de l’Allemagne (1988-2009) à l’Université Marc Bloch de Strasbourg.
De 1992 à 2002, il occupe la fonction de secrétaire général des Presses Universitaires de Strasbourg. De 2004 à 2014, il est vice-président de la Commission pour la publication des documents diplomatiques français du Ministère des Affaires étrangères, chargé de la publication de la période 1920-1932.
Il est membre du comité scientifique de la Revue d’Alsace, du comité de rédaction de la Revue d’Allemagne, cofondateur du Comité franco-allemand des Historiens (1988), trésorier de l’Association internationale d’histoire contemporaine de l’Europe (1990-2010) et président de la Société d’études allemandes (depuis 2009).
Prix de la Fondation Édouard Bonnefous de l’Institut de France 2022 pour l’ensemble de son œuvre.

## Publications

### Ouvrages
- Le parti catholique alsacien, 1890-1939. Du Reichsland à la République jacobine, Paris, Ophrys, 1982, 764 p. Grand prix du Conseil général du Haut-Rhin 1982, Prix Maurice Baumont 1983.
- Gustave Stresemann (1878-1929). De l'impérialisme à la sécurité collective, collection « Les Mondes germaniques », Strasbourg, Presses universitaires de Strasbourg, 1996, 926 p.
- L'Aigle et l'Ours. La politique russe de l'Allemagne de Bismarck à Hitler (1871-1945), collection « L'Europe et les Europes, 19e et 20e siècles », Berne, Peter Lang, 2001, 437 p.
- Guillaume II d'Allemagne, Paris, Fayard, 2003, 534 p.
- L'Allemagne de Weimar, 1919-1933, Fayard, 2007, 483 p.
- Les Alsaciens et le Grand Tournant de 1918, Strasbourg, L’Ami Hebdo/M.E.D.I.A., 2008, 189 p.
- Guerre et exterminations à l’Est. Hitler et la conquête de l’espace vital 1933-1945, Paris, Tallandier, 2012, 524 p.
- Clergé catholique et politique en Alsace 1871-1940, Strasbourg, PUS, 2014, 251 p.
- L’Allemagne et les Allemands en guerre 1914-1918, Paris, Hermann, 2016, 572 p.
- La trahison des élites allemandes 1770-1945. Essai sur le rôle de la bourgeoisie culturelle, Paris, Passés/Composés, 2021, 648 p. (Prix Guizot 2022 de l’Académie Française)
- Gustav Stresemann. Le dernier espoir face au nazisme, Paris, Passés/Composés, 2023. 336 p.

### Collaboration à la publication de documents
- Akten zur deutschen auswärtigen Politik 1918-1945, série B (1925-1933), volumes VIII à XXI, Göttingen, 1976-1983.
- Documents diplomatiques français 1922-1924, Bruxelles, 2007-2013.

### Actes de colloques
- Coédition avec Carole Fink, L’établissement des frontières en Europe après les deux guerres mondiales. The Establishment of European Frontiers after the two World Wars, Francfort-Berne-New York, Peter Lang, 1996.
- Coédition avec Klaus-Jürgen Müller, Die Rolle Dritter in den deutsch-französischen Beziehungen. Les Tiers dans les relations franco-allemandes, Munich, Oldenbourg, 1996.
- Coédition avec François Igersheim et Pierre Racine, Les Reichsuniversitäten de Strasbourg et de Poznan (1941-1944), Strasbourg, PUS, 2005.